# Cestovia Laveno-Poggio Sant'Elsa
La cestovia Laveno-Poggio Sant'Elsa è un impianto a fune, che si trova a Laveno Mombello, nel Varesotto. La cestovia è stata costruita nel 2005 dalla ditta CCM Finotello, ed ha sostituito una precedente cestovia aperta nel 1964.

## Storia
La prima cestovia fu costruita dalla ditta Telemeccanica Atesina per poi essere revisionata dalla Panzeri di Milano che ne cambiò i cesti, quando venne inaugurata la cestovia, nel 1974, venne poi aperto il piccolo comprensorio sciistico del Sasso del Ferro, composto da una manovia e da una sciovia.
La sciovia, costruita dalla ditta Leitner, era denominata Giove e partendo dal Poggio Sant'Elsa raggiungeva la vicina vetta del monte Sasso del Ferro (1062 m s.l.m.).
La piccolissima stazione sciistica restò in funzione fino ai primi anni '80, quando, a causa delle scarse nevicate e della bassa altitudine chiuse i battenti. 
I ruderi della sciovia e della manovia sono tuttora ben visibili. 
La cestovia, i cui cesti erano gialli, restò invece in esercizio fino al 2004, quando dovette essere rinnovata per fine vita tecnica.
Oggi l'impianto è usato dai molti turisti che salgono al punto panoramico del Sasso del Ferro, ed è un passaggio fisso per i praticanti di parapendio e deltaplano, che la usano per raggiungere i punti di decollo situati sulla montagna.
La costruzione della nuova cestovia, ad opera della ditta CCM è stata interamente finanziata dalla Provincia di Varese.